# Ai, Marshallöarna
Ai är en ö i Marshallöarna.   Den ligger i kommunen Jaluit, i den södra delen av Marshallöarna, 250 km sydväst om huvudstaden Majuro. Arean är 0,51 kvadratkilometer.
Terrängen på Ai är mycket platt. Öns högsta punkt är 15 meter över havet. Den sträcker sig 1,8 kilometer i nord-sydlig riktning, och 1,4 kilometer i öst-västlig riktning.